# Municipio de Louisville (condado de Scott)
El municipio de Louisville (en inglés: Louisville Township) es un municipio ubicado en el condado de Scott en el estado estadounidense de Minnesota. En el año 2010 tenía una población de 1266 habitantes y una densidad poblacional de 33,58 personas por km².

## Geografía
El municipio de Louisville se encuentra ubicado en las coordenadas 44°44′43″N 93°34′26″O / 44.74528, -93.57389. Según la Oficina del Censo de los Estados Unidos, el municipio tiene una superficie total de 37.7 km², de la cual 36.35 km² corresponden a tierra firme y (3.59%) 1.35 km² es agua.

## Demografía
Según el censo de 2010, había 1266 personas residiendo en el municipio de Louisville. La densidad de población era de 33,58 hab./km². De los 1266 habitantes, el municipio de Louisville estaba compuesto por el 88.86% blancos, el 0.32% eran afroamericanos, el 0.47% eran amerindios, el 1.58% eran asiáticos, el 0.47% eran isleños del Pacífico, el 6.48% eran de otras razas y el 1.82% pertenecían a dos o más razas. Del total de la población el 8.93% eran hispanos o latinos de cualquier raza.